# 산탐브로조 교회
산탐브로조 교회 (Sant'Ambrogio)는 이탈리아 토스카나 지방에 위치한 피렌체의 로마 가톨릭교회의 교회당이다. 성 암브로시우스를 기념하여 이름 붙여졌다.

## 역사
전해진 바에 의하면 성 암브로시우스가 393년에 피렌체에 머문 곳에 지어졌다고 하는, 이 교회는 998년에 처음으로 기록이 되었지만 더 오래되었을 것으로 추정된다. 17세기 조반니 바티스타 포지니에 의해 재축되었다.
한 전설에 따르면 1230년 12월 30일에 청소된 적이 없었던 성찬배가 다음 날에 담당 사제인 우구초네에 의해 포도주가 아닌 피를 담고 있는 채로 발견되었다고 하며 이 성체 기적은 이 교회를 순례 장소로 만들었다.
르네상스 시대의 이탈리아 화가이자 미켈란젤로 부오나로티의 생애 친구이던 프란체스코 그라나키 (1469년–1543년)가 이 교회에 안치됐다.

## 미술
산탐브로조 교회는 안드레아 오르카냐, 아뇰로 가디, 니콜로 게리니, 로렌초 디 비키, 마사초, 필리포 리피, 산드로 보티첼리, 알레소 발도비네티, 프라 바르톨로메오, 레오나르도 타시니 등이 기여한 많은 프레스코, 제단 작품, 그 외 미술품 등을 소장하고 있다.
'미세리코르디아 채플'의 대리석 제단은 미노 다 피에솔레가 설계했으며, 코시모 로셀리가 그린 기적의 성배잔을 주변으로 한 사건을 묘사한 프레스코 (1476년) 역시도 존재한다.
필리포 리피의 '성모대관'이 1441년–1447년에 걸쳐 이 교회의 주 제단을 위해 제작되었고, 현재 우피치에 존재한다.

## 참고 문헌
- Cesati, Franco (2002). 《Le chiese di Firenze》. Rome: Newton Compton.

1. ↑  Walks in Florence: Churches, Streets, and Palaces, by Joanna Horner. Page 407.
2. ↑  JB Horner, page 408-409.